# Romualdo Belloli
Romualdo Belloli (Scandiano, 6 dicembre 1813 – San Ruffino, 25 ottobre 1890) è stato un pittore e incisore italiano. Fu principalmente incisore e acquarellista e riproduttore di opere classiche, tra cui varie tele del Correggio.

## Biografia

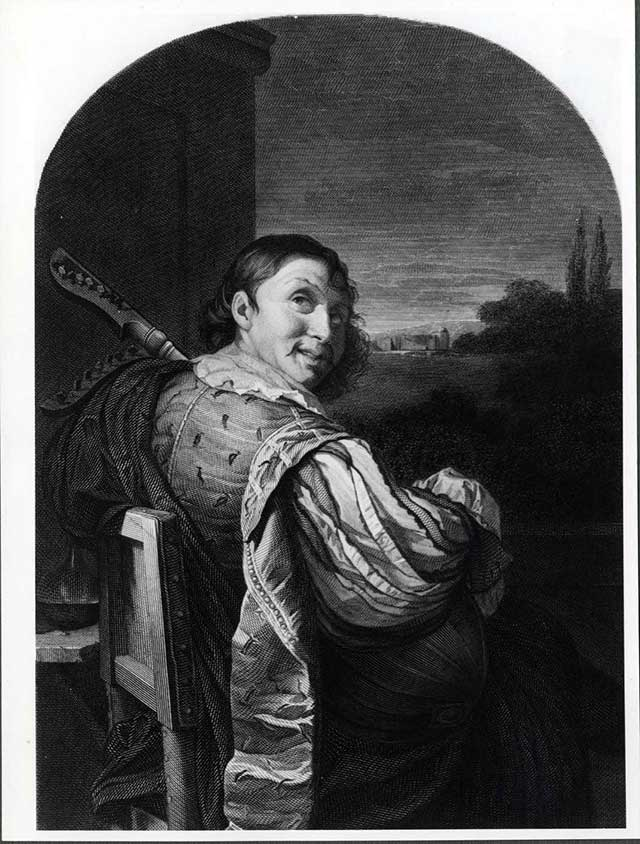
Suonatore di liuto, incisione di Belloli conservata presso la Galleria Fontanesi dei Musei Civici di Reggio Emilia

Romualdo Nicola Maria Belloli nasce il 6 dicembre 1813, secondo dei sei figli del dottor Cristofaro Belloli e di sua moglie Corona Cialdini; viene battezzato nella chiesa di Santa Maria di Scandiano dall'arciprete Dionigi Lucchesini. Poco dopo la sua nascita la famiglia si trasferisce a Mirandola e nel 1821, dopo il fallimento dei moti carbonari, il padre viene arrestato e in seguito condannato per cospirazione contro il duca di Modena Francesco IV; la moglie e i sei figli si rifugiano a Reggio Emilia presso parenti; la famiglia si riunisce poi a Scandiano nel 1826.
Durante l'adolescenza Romualdo frequenta il ginnasio-liceo presso il collegio dei Gesuiti a Reggio e, dimostrando particolare attitudine per il disegno, entra alla locale scuola di Belle Arti, dove studia sotto Prospero Minghetti e Giovanni Della Rocca e da cui viene espulso nel 1830, assieme a due compagni, per aver protestato contro l'esito del giudizio di fine anno scolastico.
Nel 1832 entra nello studio parmigiano di Paolo Toschi; dalla metà del 1842 e fino al 1847 è ospite a Parigi dal fratello maggiore Rinaldo e frequenta l'atelier di Louis Pierre Henriquel-Dupont; rientra poi in patria, dove ricopre ruoli di insegnamento a Reggio, Milano e Firenze e per oltre due decenni è dirigente dell'Istituto d'Arte di Reggio. Già verso il 1850 comincia a manifestare i primi sintomi di una malattia agli occhi che lo costringerà a ridurre progressivamente l'attività artistica; muore a San Ruffino il 25 ottobre 1890, all'età di 77 anni.